# Lonicera alpigena
La Lonicera alpigena, o madreselva de los Alpes, es una especie de arbusto perteneciente a la familia Caprifoliaceae.

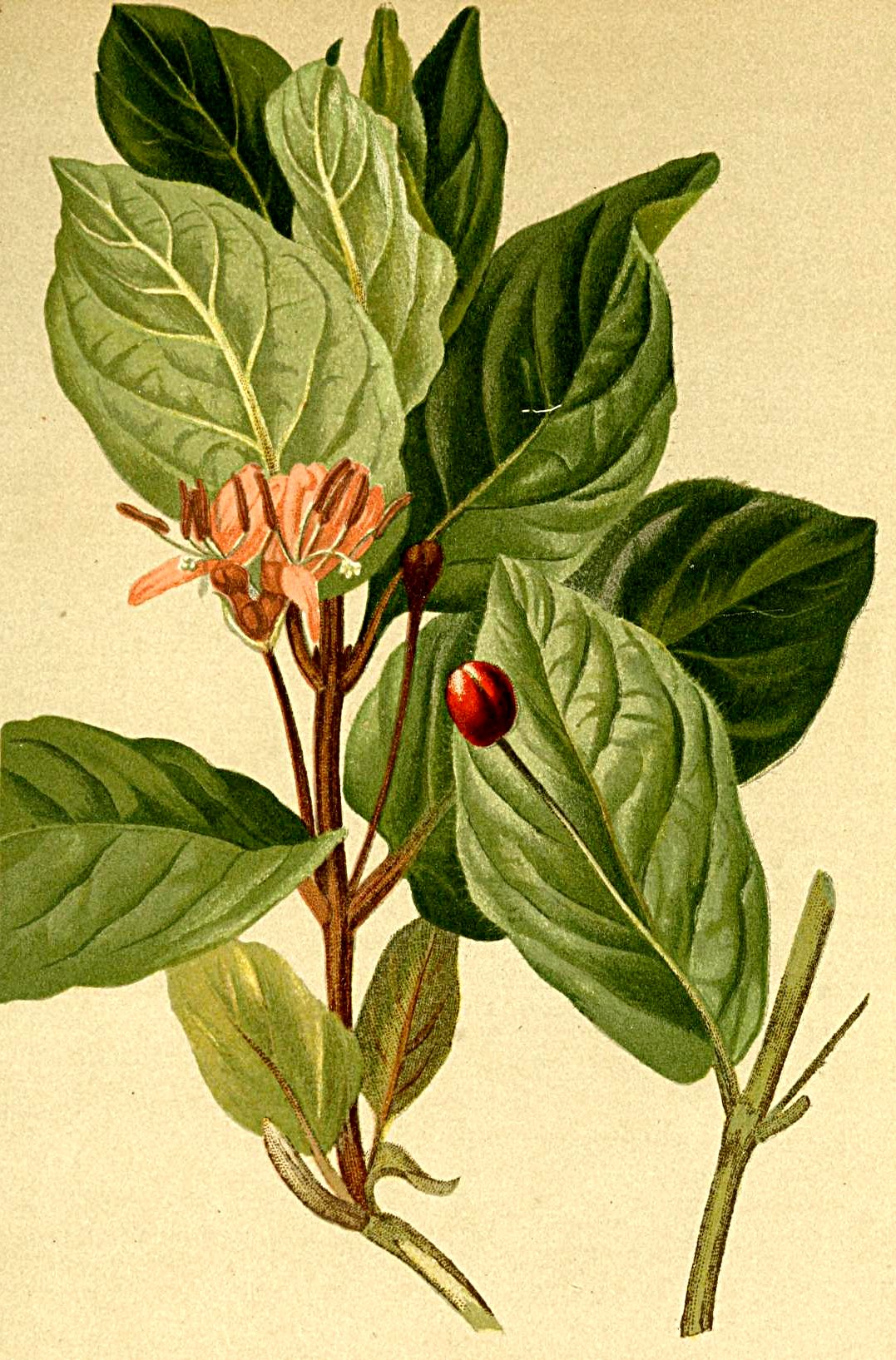
Ilustración

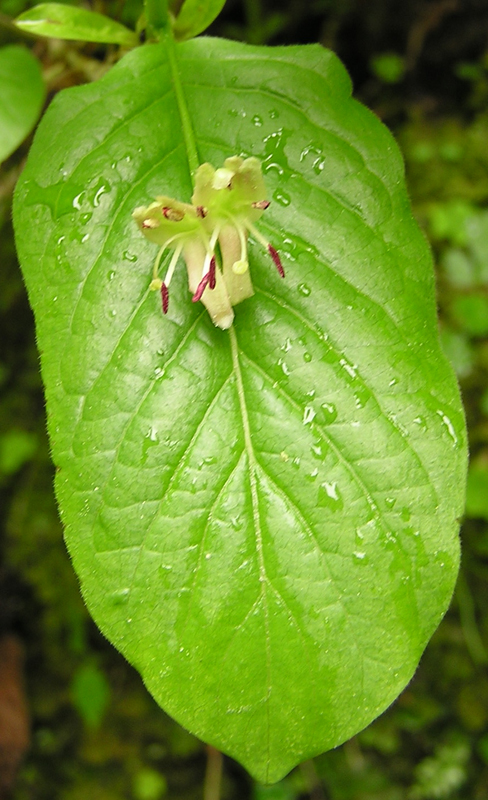
Hojas

## Características
Es un arbusto que alanza un tamaño de (0,8)1-2,5(3) m de altura, erecto. Tallos no volubles, macizos, ramificados desde la base; ramas de corteza fibrosa, papirácea, glabra, grisáceo-blanquecina y con diminutas lenticelas puntiformes negras.  Flores geminadas, en las axilas foliares de los extremos de las ramas, zigomorfas, cada pareja sobre pedúnculos clavados de (24)27-33(35) mm, de glabrescentes a pubérulo-glandulosos, y de (17)20-45(50) mm en la fructificación, a menudo soldadas por los cálices; brácteas (6,5)7-7,7(8,1) mm, herbáceas. Corola (10)13-19(20) mm, bilabiada, pardo-rosada o de una rosa córneo, externamente glabra; tubo (3,9)4,2-4,5(5,1) mm, recto, giboso en la base, peloso por el interior; labio inferior horizontal, el superior con lóbulos que alcanzan 1/4 de su longitud. Estambres con filamentos de (5,9)6,8-8,5(8,7) mm, subiguales, pelosos salvo en el ápice; anteras (3,3)3,5-3,7(4) mm, linear-oblongas, glabras.  Bayas contiguas concrescentes en toda su longitud -rara vez solo en la mitad inferior- formando un pseudosincarpo de (7)9-10(12,5) mm de diámetro, ovoidesubgloboso, rojo-purpúreo, cada una con (3)4-7(9) semillas de (4,5)5,1-5,4(6,8) x (3,3)3,6-4,2(5,2) mm, ovoides, plano-convexas, diminutamente alveoladas, amarillentas o acastañadas. Tiene un número de cromosomas de 2n = 18*, 32*, 36*.

## Distribución y hábitat
Se encuentra en abetales, hayedos y matorrales subalpinos de ambientes húmedos, en suelos calizos y a menudo pedregosos, rara. vez silicícola a una altitud de (1400)1500-1700(2000) metros, en las montañas del C y Sur de Europa (Pirineos, Alpes, Apeninos y Balcanes). Cuadrante nororiental de la península ibérica.

## Taxonomía
Lonicera alpigena fue descrita por Carlos Linneo y publicado en Species Plantarum 1: 174. 1753.
Etimología
Lonicer: nombre genérico otorgado en honor de Adam Lonitzer (1528-1586), un médico  y botánico alemán, notable por su revisada versión de 1557 del herbario del famoso Eucharius Rösslin (1470 – 1526)
alpigena: epíteto geográfico que alude a su localización en los Alpes.
Sinonimia
- Caprifolium alpigenum Gaertn.
- Caprifolium alpinum Lam.
- Chamaecerasus alpigena Medik.
- Euchylia alpigena Dulac
- Isika alpigena Borkh.
- Isika lucida Moench
- Xylosteon alpigenum Fuss
- Xylosteon alpinum Dum.Cours.[4]

## Nombre común
- Castellano: madreselva, madreselva de los Alpes.[5]